# Кычкин, Николай Николаевич (старший)
Николай Николаевич Кычкин (Кычкин-старший, 26 марта 1940, Мегино-Кангаласский улус, Якутская АССР — 2010 или 2009, Якутия) — советский и российский спортсмен и тренер по шашкам, а также педагог; Заслуженный тренер России (2000) и Заслуженный тренер Якутской АССР (1990), Заслуженный учитель Республики Саха (Якутия); Почётный гражданин Таттинского улуса.

## Биография
Родился в 1940 году в Мегино-Кангаласском районе Якутской АССР.
Занимался шашками, достигнув звания кандидата в мастера спорта. Затем в течение более чем 25 лет Николай Кычкин работал тренером по шашкам. Также тренером по шашкам была его жена — Мария Бырдыннырова, вместе с которой они воспитали и подготовили своего сына —  якутского шашиста и тренера Николая Кычкина, а также 85 чемпионов и призеров мира, 86 — Европы, 491 — России. Только один Николай Николаевич подготовил 51 чемпиона и призера мировых первенств, 36 — Европы, 204 — России, в том числе двух гроссмейстеров международного класса и шесть гроссмейстеров России.
В качестве педагога Николай Николаевич Кычкин работал в Якутском государственном университете (ныне Северо-Восточный федеральный университет).
Умер в 2010 году.
Его сын, полный тёзка отца, продолжил дело родителей и работает тренером Чурапчинской республиканской средней спортивной школы-интернат имени Дмитрия Петровича Коркина.

## Память
- В Якутске проводится республиканский турнир по международным шашкам памяти Николая Кычкина[5].
- В 2015 году селе Дойду Мегино-Кангаласского улуса был открыт новый спортивно-культурный комплекс имени заслуженного тренера РФ и РС(Я) Николая Кычкина.

## Заслуги и награды
- Лауреат Государственной премии имени Дмитрия Петровича Коркина (2004).
- Лауреат спорта XX века Республики Саха (Якутия).
- Обладатель почетных знаков «За заслуги в развитии физкультуры и спорта в Якутской АССР», «80 лет физкультурного движения Якутии», «Гражданская доблесть» (2003).
- Награжден медалью «80 лет Госкомспорту Российской Федерации», знаками «За вклад в развитие детского спорта» (2004) и «За вклад в развитие образования Чурапчинского улуса».